# Toussaint Louverture

Toussaint Louverture, ets uit 1802

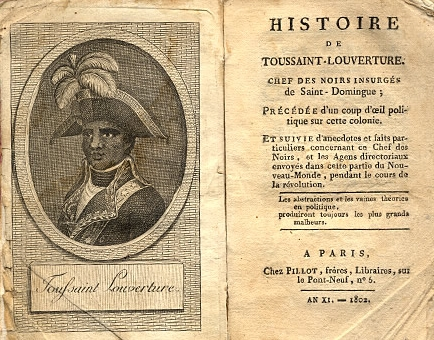
Toussaint Louverture, ets uit 1802

François-Dominique Toussaint Louverture, ook Toussaint Bréda of Toussaint-L'Ouverture genoemd (Cap-Haïtien, 20 mei 1743 – Fort de Joux, nabij Pontarlier, 8 april 1803) was een Frans generaal en leider van de Haïtiaanse Revolutie, die leidde tot de afschaffing van de slavernij en de onafhankelijkheid van de Franse kolonie Saint-Domingue als de republiek Haïti (dat van 1801 tot 1844 het hele eiland Hispaniola omvatte).

## Biografie
Louverture was de zoon van een Afrikaanse prins van Arada (Fon)-afkomst. Hij werd geboren als  slaaf op de plantage Bréda in Haut de Cap, nabij Cap Français, nu Cap-Haïtien, in het noorden van de Franse kolonie Saint-Domingue. Toen hij begin jaren 1770 zijn vrijlating bekwam, nam hij de exploitatie van een kleine koffieplantage waar, waarbij hij zelf slaven in dienst had. Omdat dit geen succes werd, keerde hij terug naar Bréda om er te werken als koetsier en paardenafrichter.
Toen de slaven van Saint-Domingue op 21 augustus 1791 in opstand kwamen tegen hun koloniale meesters, voegde Louverture zich bij hen, zij het aanvankelijk in de schaduw. Als gevolg van de Eerste Coalitieoorlog moest de Franse Republiek het vanaf 1793 ook in de Caraïben opnemen tegen Spanje. De Spanjaarden beloofden de zwarten van Saint-Domingue grond en vrijheid als ze aan hun zijde zouden vechten. Louverture was een van degenen die op dat aanbod ingingen. Hij voegde zich in de zomer bij het Spaanse leger en formeerde 4000 voormalige slaven tot een guerrilla-eenheid. Hij werd geridderd door de Spanjaarden en erkend als generaal. Hij bleek een briljant militair leider en kreeg de bijnaam L'Ouverture (de opening), omdat hij met succes gaten in de verdediging van de vijand wist te benutten. Later nam hij zijn bijnaam als achternaam aan.
Nadat Frankrijk in 1794 de slavernij had afgeschaft en alle Saint-Dominguecanen gelijkheid had verleend, sloot Louverture zich aan bij de Fransen, die hem ook als generaal erkenden, en vocht hij met zijn guerrillatroepen tegen de Spanjaarden en Britten, die met een leger van 10.000 man de Franse kolonie probeerden te veroveren. In 1795 had Louverture een groot deel van Saint-Domingue in handen. De Britten waren teruggedreven naar de kust en de Spanjaarden sloten vrede met Frankrijk. Spanje stond hierbij, als gevolg van de Vrede van Bazel, het oostelijke deel van Hispaniola af aan Frankrijk. De Britten deden nog een poging om Louverture te verslaan maar slaagden daar niet in en verlieten in oktober 1798 het eiland.
In 1799 had Louverture de macht over het grootste deel van Saint-Domingue, hoewel de mulattenleider André Rigaud het zuidelijk deel van Saint-Domingue nog in handen had. Na een bloedig conflict met Rigaud, de Guerre des Couteaux (Messenoorlog) in 1799, vluchtte Rigaud naar Frankrijk. Louverture was nu de feitelijke heerser van heel Saint-Domingue.
Op 22 mei 1799 tekende hij handelsverdragen met de Britten en Amerikanen. Vervolgens viel hij, tegen de wens van de Franse eerste consul Napoleon Bonaparte, het Spaanse deel van het eiland (Santo Domingo nu de Dominicaanse Republiek) aan, veroverde het in 1801 en bevrijdde de slaven.
Louverture had nu de macht over heel Hispaniola en liet een grondwet aannemen waarbij hij tot gouverneur-generaal voor het leven werd benoemd. Napoleon besloot zijn zwager Charles Leclerc naar Hispaniola te sturen om het eiland opnieuw in te nemen. Leclerc landde in februari 1802 in Saint-Domingue en wist met zo'n 30.000 soldaten de rebellen te verslaan. Op 7 mei tekende Louverture een vredesverdrag met de Fransen (op voorwaarde dat de slavernij niet opnieuw zou worden ingevoerd) en trok zich terug naar zijn boerderij bij Ennery. Drie weken later liet Leclerc echter Louverture en zijn familie gevangennemen en naar Frankrijk deporteren.
Hij arriveerde in Frankrijk op 2 juli 1802 en werd op 25 augustus naar Fort de Joux in Doubs gestuurd, waar hij werd gevangengezet en verhoord. Op 8 april 1803 overleed hij daar aan longontsteking.

### Na zijn dood
In Saint-Domingue brak de opstand opnieuw uit toen het duidelijk werd dat de Fransen van plan waren de slavernij opnieuw in te voeren. Ondertussen brak ook een epidemie van gele koorts uit onder de Franse troepen. In 1803 werden de Fransen bij Vertières definitief verslagen, waar de luitenant van Louverture, Jean Jacques Dessalines, de leiding had over de troepen, en in 1804 de republiek Haïti uitriep, de tweede onafhankelijke republiek op het westelijk halfrond.
Hij werd bijgezet in het Panthéon in Parijs, de eerste zwarte persoon die deze eer kreeg. Maar de achtereenvolgende Haïtiaanse regeringen stelden honderd jaar lang pogingen in het werk om zijn stoffelijk overschot naar Haïti te krijgen. Pas na het aantreden van de Franse president François Mitterrand begonnen serieuze onderhandelingen hierover. Op 25 maart 1983 werd in Parijs het stoffelijk overschot overgedragen aan een vertegenwoordiger van de Haïtiaanse regering. Het werd overgevlogen naar Port-au-Prince, waar het op 5 april landde. Op 8 april, de sterfdag van de generaal, werd het bijgezet in een voor dit doel opgetrokken gebouw, ook met de naam Panthéon.

## Eerbetoon
De Britse dichter William Wordsworth schreef in 1803 een ode aan Louverture, het sonnet To Toussaint L'Ouverture. Toneelstukken over zijn leven werden geschreven door Alphonse de Lamartine en Cyril Lionel Robert James, die ook een boek over hem schreef, The Black Jacobins: Toussaint L'Ouverture and the San Domingo Revolution (1938). Martin Ros schreef over hem het boek Vuurnacht (1991). Jimmy Jean-Louis speelde Louverture in een Franse televisiefilm uit 2012 over zijn leven.
De Internationale Luchthaven Toussaint Louverture nabij Port-au-Prince is naar Louverture vernoemd.
Op het album Santana III van de latin-rockgroep Santana staat een nummer genaamd "Toussaint L'Ouverture".